# Sjtji
Sjtji (russisk: щи, tr. sjtji) er en russisk suppe baseret på kål. I tillæg til kål bruges ofte surkål og andre grønsager. Det er almindeligt at tilsætte smetana før servering. Der findes også varianter med forskellige typer kød, typisk okse- eller skinkekød.